# Villa del Vescovo (Uzzano)
La Villa del Vescovo è un edificio storico che si trova nella frazione di Sant'Allucio, comune di Uzzano, provincia di Pistoia, regione Toscana.

## Storia
Fu progettata e fatta costruire nel 1761 da Mons. Donato Maria Arcangeli, vescovo di Pescia, come residenza di campagna. L'Arcangeli, appassionato di astronomia, oltre che di architettura, la munì di una torretta-osservatorio, dalla quale avrebbe potuto osservare gli astri. Alla villa si accedeva da un cancello monumentale, tuttora visibile, posto in prossimità dello stradone fiorentino. Da lì partiva il viale d'accesso, che portava al giardino, nel quale era presente una grande voliera per gli uccelli. I terreni circostanti la villa costituivano una grossa azienda agricola, i cui proventi finanziavano la mensa vescovile. La villa è rimasta di proprietà dei vescovi di Pescia fino agli inizi del '900, quando Mons. Angelo Simonetti la vendette a privati. Da allora, fu suddivisa in appartamenti, perdendo il carattere di dimora unitaria.